# Prades-d'Aubrac
Prades-d'Aubrac är en kommun i departementet Aveyron i regionen Occitanien i södra Frankrike. Kommunen ligger  i kantonen Saint-Geniez-d'Olt som ligger i arrondissementet Rodez. År 2022 hade Prades-d'Aubrac 310 invånare.

## Befolkningsutveckling
Antalet invånare i kommunen Prades-d'Aubrac
Referens: INSEE

## Galleri

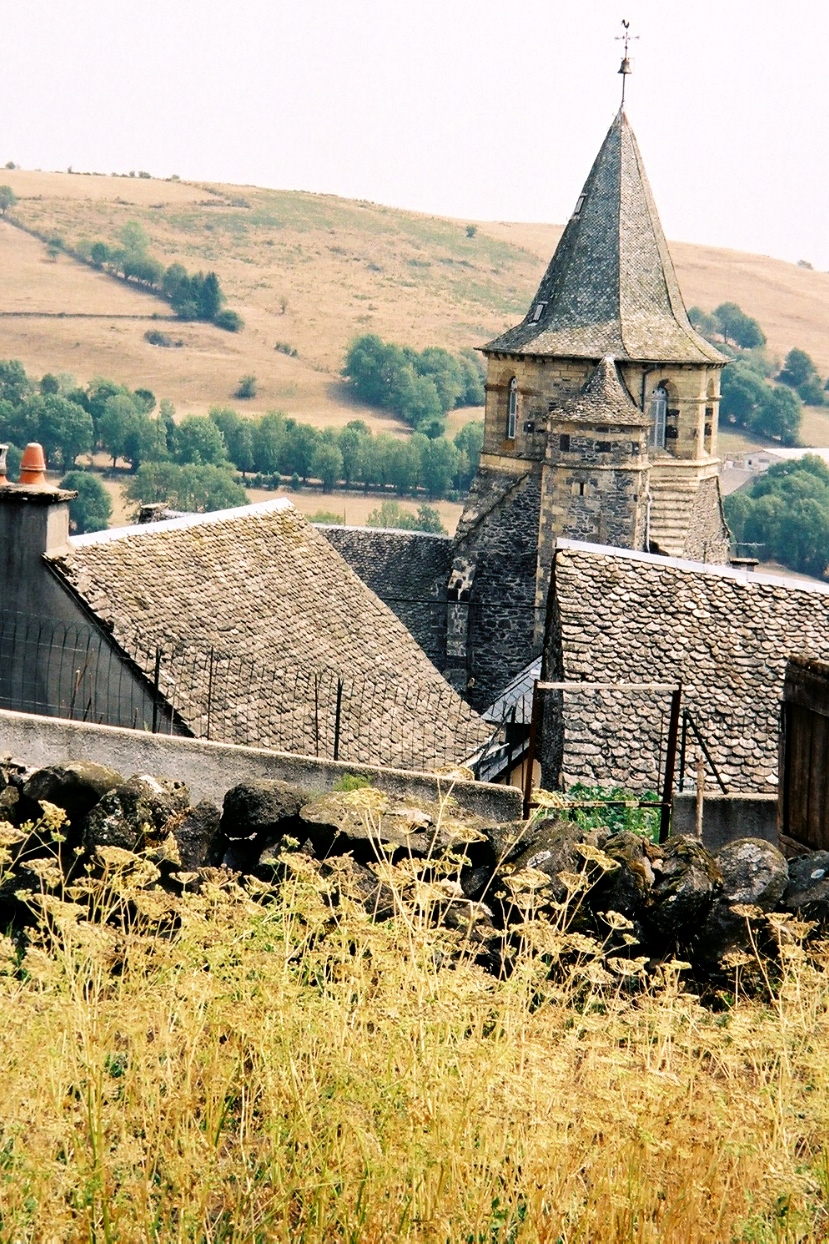
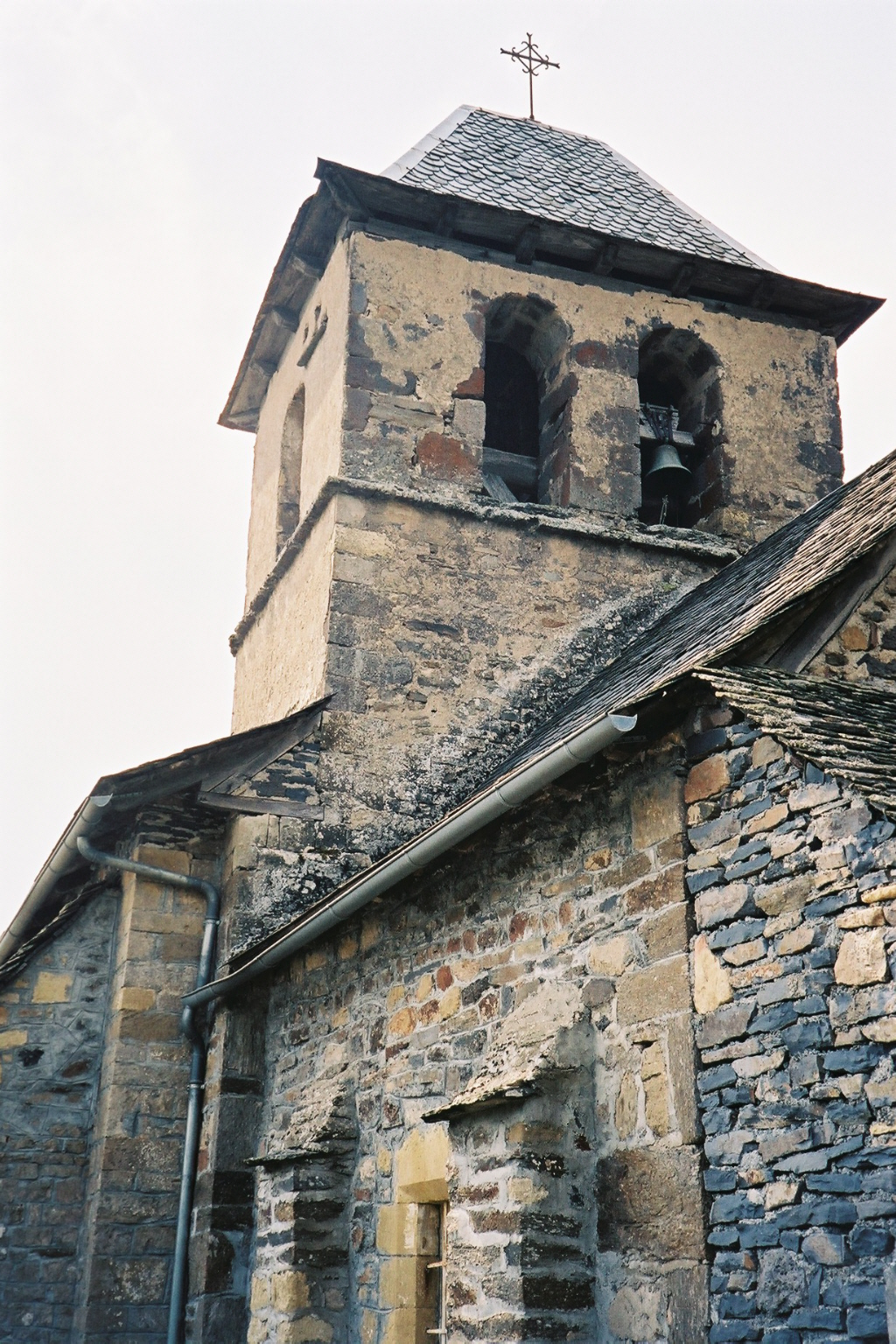
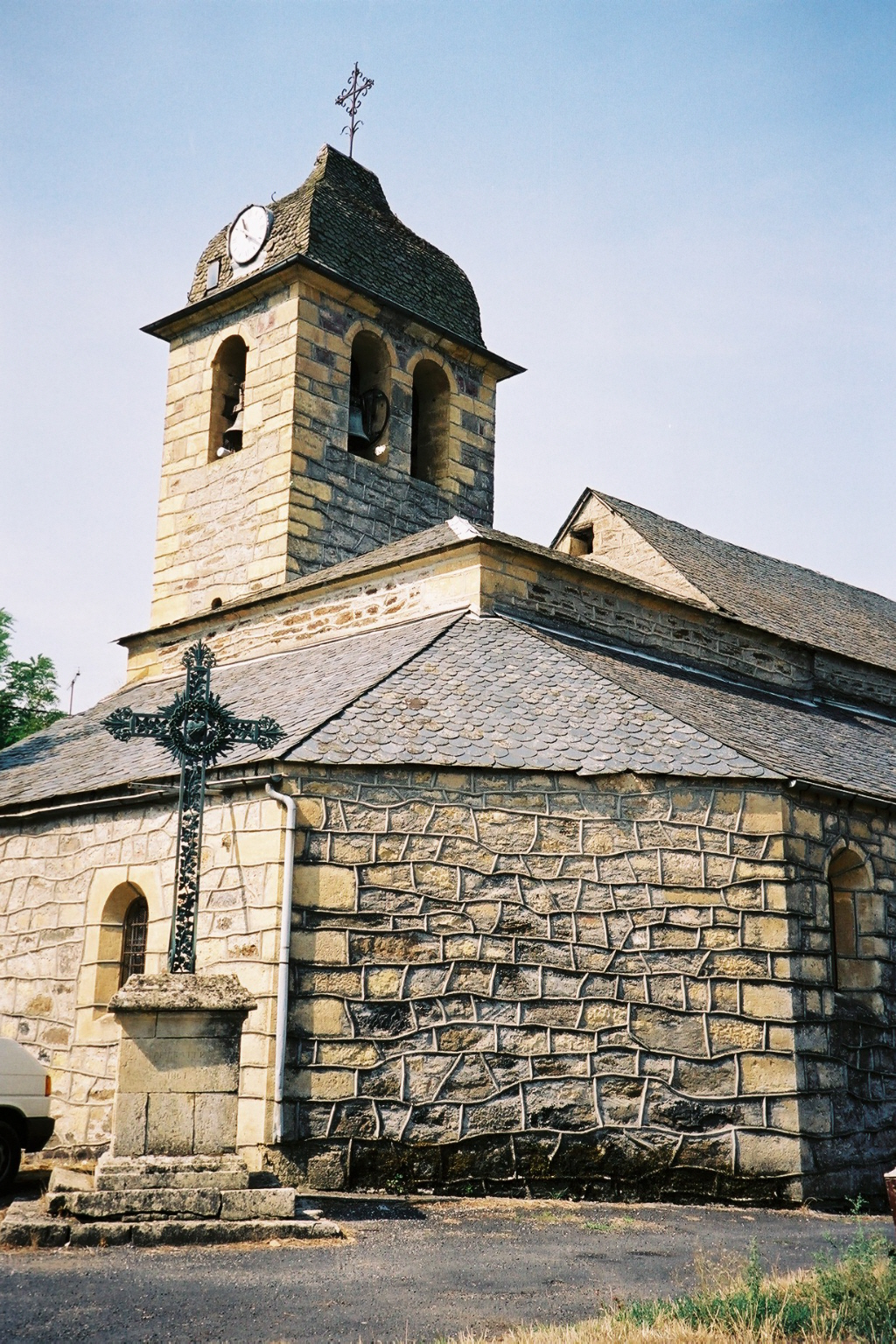
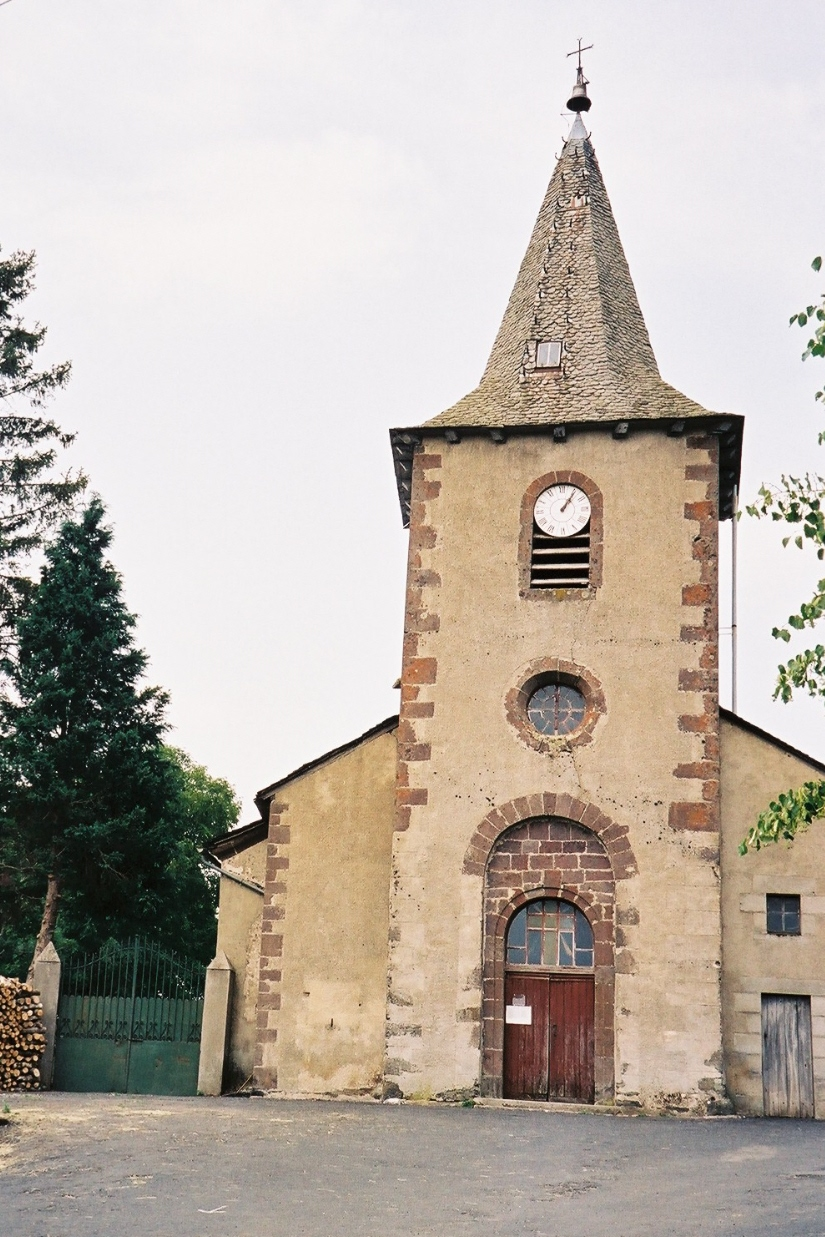
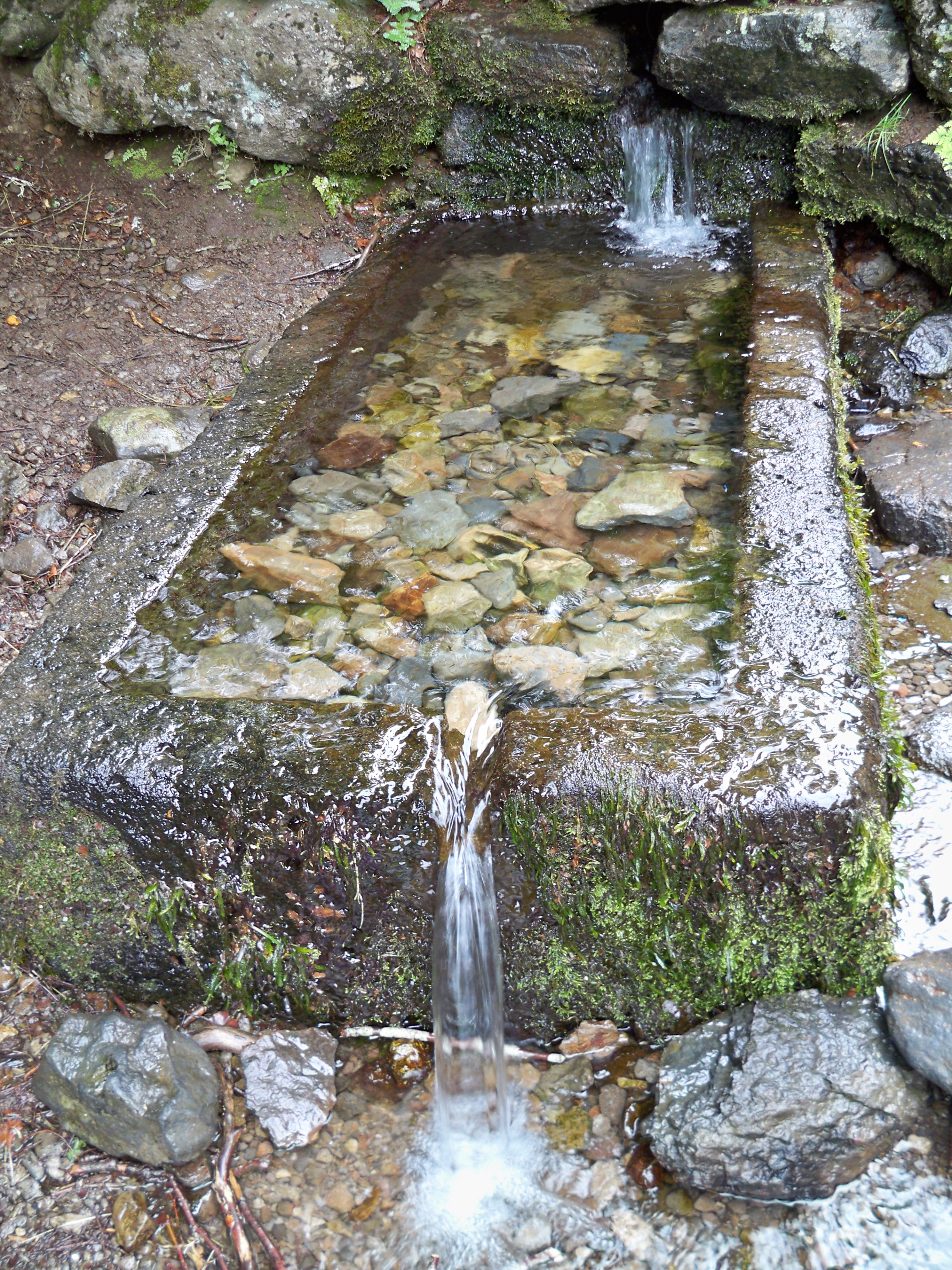
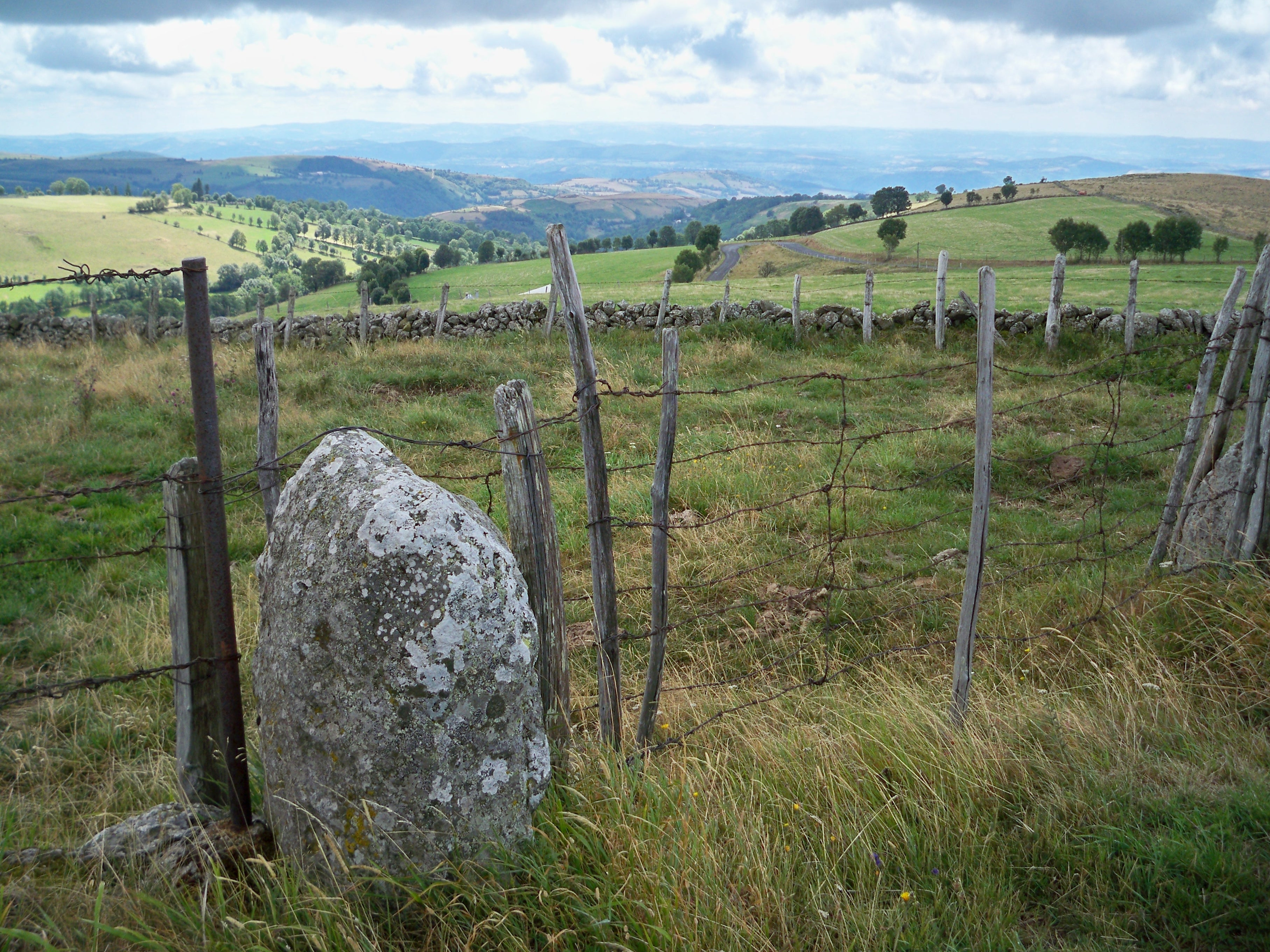